# Dompyong Wetan
Dompyong Wetan is een bestuurslaag in het regentschap Cirebon van de provincie West-Java, Indonesië. Dompyong Wetan telt 3752 inwoners (volkstelling 2010).